# Видалити з друзів
Видалити з друзів — надприродний фільм жахів 2014 року, знятий режисером Леваном Габріадзе та продюсером Тимуром Бекмамбетовим. Перший повнометражний фільм, дія якого повністю знята на екрані комп’ютера, створена у так званому форматі Скрінлайф. У фільмі знялися Шеллі Генніг, Мозес Сторм, Рене Олстед, Вілл Пелтц, Джейкоб Висоцкі та Кортні Халверсон у ролях шести старшокласників у розмові по скайпу, яку переслідує учениця, яку грає Хізер Соссаман, яку вони знущалися та покінчила життя самогубством. Фільм майже повністю розповідається через скрінкаст MacBook.
Прем'єра фільму відбулася на фестивалі Fantasia 20 липня 2014 року, а 17 квітня 2015 року вийшов у прокат компанією Universal Pictures у США. Фільм отримав неоднозначні відгуки критиків і мав величезний касовий успіх, зібравши 62 мільйони доларів проти 1 мільйона доларів бюджету. Окреме продовження, Видалити з друзів 2, було випущено в 2018 році.

## Сюжет
Студентка середньої школи Лора Барнс покінчила життя самогубством після того, як анонімний користувач завантажив відео, на якому вона втрачає свідомість і справляє нужду на вечірці без нагляду, і відео стало вірусним. Через рік її колишня найкраща подруга дитинства Блер Лілі спілкується зі своїм бойфрендом Мітчем Русселом по Skype, під час якого вони погоджуються втратити цноту одна перед одною на випускний вечір. Незабаром до них приєднуються їхні друзі та однокласники Джесс Фелтон, Кен Сміт і Адам Сьюелл, а також невідомий користувач, відомий як «billie227».
Група друзів намагається різними способами позбутися зловмисника, але щоразу безуспішно. Блер шукає обліковий запис і розуміє, що він належить Лаурі Барнс, виявляючи «billie227» як Лауру, хоча друзі все ще не вірять у цю можливість. Група підозрює, що однокласник, Вал Роммель, жартує над ними. Після того, як вони запросили Вела до свого чату, сторінка Джесс у Facebook оновлюється ганебними фотографіями Вела на вечірці. Джесс заперечує завантаження фотографій і видаляє їх зі свого облікового запису, але фотографії миттєво знову з’являються в обліковому записі Адама. Вел отримує повідомлення із зображенням, яке не бачать інші, але яке вона вважає загрозою. Розлючена, вона дзвонить у 911, щоб повідомити, що її переслідують, і раптово залишає чат. Група отримує фотографію повідомлень Вела та Лаури у Facebook перед смертю Лаури, де Вел каже Лаурі покінчити з собою. Вел знову з’являється в чаті, сидячи нерухомо й мовчазно біля пляшки з відбілювачем, перш ніж впасти. Офіцери поліції прибувають незабаром; друзі підслуховують і дізнаються, що Вел помер від імовірного самогубства. Потім Лаура надсилає кожному з друзів персоналізоване повідомлення, яке доводить глибоке знання їхніх секретів; у випадку Блер, який видно глядачам, це виявляється парою фотографій, які показують, що у неї був роман з Адамом. Кен поширює програму для видалення Лори з чату, а потім Адам намагається викликати поліцію. Однак оператор 911 виявляється зловмисником і знову заходить у чат, показуючи вид камери з іншого боку кімнати Кена. Він наближається до джерела камери, і його Skype ненадовго переривається, перш ніж він показує, як він вбиває себе блендером.
Лаура змушує решту чотирьох друзів зіграти в гру Never Have I Ever, заявивши, що той, хто програє, помре. Під час гри з'ясовується, що Джесс поширила чутки про те, що у Блер розлад харчової поведінки; Блер викрала та розбила машину матері Джесс; Мітч розмовляв з Лорою (хоча він каже, що з її боку це було односторонньо, і він відштовхнув її), а також повідомив про Адама в поліцію за торгівлю канабісом; Джесс вкрала 800 доларів у Адама; і Адам запропонував обміняти життя Джесс на інших у групі. Напруга спалахує, і п’яний Адам нарешті втрачає самовладання і використовує гру, щоб змусити Блер відкрити, що вона більше не незаймана, оскільки спала з ним за спиною Мітча. Мітч засмучений і мститься, змушуючи Адама зізнатися, що він обійшов однокласницю, зґвалтував її, поки вона була без свідомості, а потім змусив її перервати вагітність.
Блер і Адам отримують повідомлення, надіслані віддалено на їхні принтери, які вони відмовляються показати Мітчу та Джес. Мітч погрожує піти, якщо Блер не покаже записку, а Лаура попереджає, що Мітч помре, якщо він підпише. У момент паніки Блер показує свій аркуш, у якому написано: «Якщо ви відкриєте цю записку, Адам помре». Адам застрелився, виявивши, що він мав ту саму записку, тільки для Блер.
Лаура продовжує гру, запитуючи Джесс, чи вона спотворила її могилу. Коли Блер переконує Джесс не продовжувати гру, Лаура вимикає світло в будинку Джесс і відключає її відео. Блер шукає допомоги в Chatroulette і змушує незнайомця з Невади надіслати поліцію до будинку Джесс. Незабаром після цього скайп Джесс знову підключається, показуючи, як їй у горло засунули активовану плойку, що вбило її.
Лаура вимикає світло в будинках Блер і Мітча, бажаючи, щоб вони зізналися, хто завантажив відео. Блер каже їй, що це опублікував Мітч; Мітч хапає ніж і встромляє собі в око. Блер зі сльозами шкодує про те, що закінчилася їхня дружба, але Лаура висміює коментар і починає інший відлік. Потім Лора завантажує розширену версію вечіркового відео на Facebook Блер, де видно, як Блер керує камерою для оригінального відео та сміється, що швидко привертає увагу, а кілька людей надсилають ненависні коментарі Блер. Лаура каже, що хотіла б пробачити Блер, перш ніж залишити чат. Коли Блер чує скрип дверей її спальні, Лора, тепер у формі свого духу, закриває ноутбук Блер перед тим, як напасти на неї, коли екран стає чорним.
 